# Merlin contre les esprits d'Halloween
Merlin contre les esprits d'Halloween est un spécial-TV d'animation français de 26 minutes adapté de la bande dessinée de Joann Sfar et José-Luis Munuera. Il a été diffusé à partir du 31 octobre 2006 sur France 2.

## Synopsis
Le téléfilm est inspiré de la série de bande dessinée Merlin créée par Joann Sfar et José-Luis Munuera en 1999.
La coutume du village de Merlin veut que chaque 31 octobre, on sacrifie le roi pour empêcher les mauvais esprits de revenir sur terre. Viviane, la fille du roi, demande à Merlin de sauver son père. Merlin se jette dans l'aventure malgré les protestations de ses fidèles compagnons, Jambon le magicien et l’ogre Tartine.

## Fiche Technique
- Nom original : Merlin contre les esprits d'Halloween
- Réalisation : Moran Caouissin
- Auteur BD : Joann Sfar, José-Luis Munuera
- Scénaristes : Catherine Taillefer, Franck Ekinci
- Musiques : Arno, Matthieu Aschehoug
- Générique : Arno
- Origine :  France
- Maisons de production :  Les Films de l'Arlequin, France 2

## Produits dérivés
- 2006 : édition DVD par Citel vidéo